# Златко Чајковски
Златко Чајковски (Загреб, 24. новембар 1923 — Минхен, 27. јул 1998) био је југословенски и хрватски фудбалер и фудбалски тренер. Имао је надимак Чик, који је добио због свог ниског раста, био је висок само 164 cm. Иначе чик је у то време био други, популарни, назив за опушак од цигарете.

## Играчка каријера

### ХАШК и Партизан
Професионалну фудбалску каријеру Чајковски је започео у загребачком фудбалском клубу ХАШК а наставио у београдском Партизану, немачком ФК Келну и израелском Хапоелу.
За ХАШК је играо у периоду пре и за време Другог светског рата. Са ХАШК-ом није остварио неке запаженије клупске резултате, мада су се увек борили за прво место. У то време прва звезда ХАШК-а је био Ицо Хитрец, тако да је Чајковски тек касније дошао до изражаја.
По завршетку рата, пошто је ХАШК укинут и играчи су налазили друге клубове где ће играти, Чајковски прелази у Београдски Партизан, који је био формиран те године. Партизан је тада био клуб Југословенске армије, тако да је Чајковски ту прву послератну сезону 1945 играо за репрезентацију ЈА, са којом је освојио друго место.
Одмах следеће сезоне 1946/47, одигравши двадесет утакмица на којима је дао укупно три гола, са Партизаном осваја титулу шампиона Југославије.
Са Партизаном осваја још једну титулу првака Југославије (укупно две титуле шампиона) 1948/49 и укупно три титуле освајача Купа Маршала Тита, 1947, 1952 и 1954.

## Келн и Хапоел
После Партизана, Чајковски налази ангажман у иностранству. Прво одлази у Немачку и 1955. године потписује за ФК Келн из Келна. Одмах у првој сезони игра на 24 утакмице и постиже два гола. У Келну остаје три сезоне, одигравши укупно 53 првенствене утакмице и за то време постиже пет првенствених голова. У немачком купу је одиграо три утакмице и постигао је један гол.
За Хапоел из Хаифа, Израел потписује 1958. и ту остаје до 1960. године, када после 23 године завршава активну играчку каријеру у клубу у којем је почео тренерску каријеру.

## Репрезентација

### Краљевина Југославија
Чајковски је играо на неколико различитих репрезентативних нивоа и за две репрезентације. 
У време краљевине Југославије је играо за омладинску репрезентацију. Забележено је да је одиграо две утакмице и то против омладинских репрезентација Румуније и Мађарске.

### Хрватска
Касније, за време НДХ и Другог светског рата, је одиграо две утакмице за репрезентацију Хрватске. 
Свој деби за Хрватску, Чајковски је 1. новембра 1942. године у пријатељском сусрету против Немачке у Штутгарту. Крајњи резултат на тој утакмици је био 5:1 за Немачку.
Своју другу утакмицу, и опроштај, за Хрватску, Чајковски је имао 6. јуна 1943. у пријатељском сусрету у Братислави против Словачке. Хрватска је на тој утакмици победила са 3:1.

### ФНР Југославија
За репрезентацију Југославије, Чајковски је одиграо 55 званичних утакмица и постигао је седам голова.
Први наступ за репрезентацију Југославије је имао 29. септембра 1946. године, против Чехословачке.
Репрезентација Југославије је играла у саставу:
- (1) Монсидер (голман), (2) Брозовић, (3) Лојен, (4) Златко Чајковски, (5) Хорват, (6) Атанацковић (7) Рупник, (8) Митић, (9) Бобек, (10) Матошић, (11) Симоновски. Селектори су били Милорад Арсенијевић и Александар Тирнанић.

| 29. септембар 1946. Пријатељска утакмица |              |                          |                                                                                |
| Југославија                              | 4-2          | Чехословачка             | Град: Београд Стадион ЈНА Судија: Јан Раскота (Чехословачка) Гледалаца: 30.000 |
| Митић 3’ · Матошић 21’ 68’ · Бобек 80’   | (Статистика) | Планицки 1’ · Климек 90’ | Град: Београд Стадион ЈНА Судија: Јан Раскота (Чехословачка) Гледалаца: 30.000 |

Свој први гол за репрезентацију Југославије, Чајковски је постигао 7. октобра 1946. године на пријатељској утакмици против Албаније у Тирани (2:3). Остале голове је постизао, по један на свакој утакмици, против Норвешке у Ослу (1:3), Израела у Тел Авиву (2:5), Совјетског Савеза у Тампереу (1:3), Данске у Хелсинкију (3:5), СР Немачке у Хелсинкију (1:3) и свој задњи гол је постигао против СР Немачке у Лудвигсхафену (3:2), 21. децембра 1952. године.
Задњу, педесет пету, утакмицу за репрезентацију Југославије, Чајковски је имао 15. маја 1955. године, против Шкотске.
Репрезентација Југославије је играла у саставу:
- (1) Беара (голман), (2) Белин, (3) Зековић, (4) Златко Чајковски, (5) Шврака, (6) Бошков (7) Веселиновић, (8) Милутиновић, (9) Вукас, (10) Бобек, (11) Зебец. У 65 минуту Бранко Краљ је заменио Беару на голу. Селектор је био Александар Тирнанић.

| 15. мај 1955. Пријатељска утакмица |              |                        |                                                                                  |
| Југославија                        | 2-2          | Шкотска                | Град: Београд Стадион ЈНА Судија: Винченцо Орландини (Италија) Гледалаца: 20.000 |
| Веселиновић 13’ · Вукас 38’        | (Статистика) | Рили 29’ · Г. Смит 40’ | Град: Београд Стадион ЈНА Судија: Винченцо Орландини (Италија) Гледалаца: 20.000 |

### Олимпијски турнир 1952. Хелсинки
Златко Чајковски је са репрезентацијом Југославије учествовао на Олимпијским играма два пута, 1948 у Лондону и 1952 у Хелсинкију, оба пута је освојио сребрну медаљу. На Олимпијским играма у Хесинкију је био у саставу тима који је победио Индију са 10:1 и са СССРом одиграо две незаборавне утакмице, прва утакмица је завршена нерешено 5:5, а друга победом Југославије 3:1. Такође је финале олимпијског турнира било незаборавно. Југославија је играла против чувеног тима Мађарске, који је у свом саставу имао асове као што су Пушкаш, Хидегкути и Кочиш. Кочиш је био трећи стрелац турнира док су на том олимпијском турниру краљеви стрелаца су били Рајко Митић и Бранко Зебец са по седам голова.
| 2. август 1952. Летње олимпијске игре 1952. |            |             |                                                                                   |
| Мађарска                                    | 2-0        | Југославија | Град: Хелсинки Финска Судија: Артур Елис (Уједињено Краљевство) Гледалаца: 60.000 |
| Пушкаш 70’ · Цибор 88’                      | (Извештај) |             | Град: Хелсинки Финска Судија: Артур Елис (Уједињено Краљевство) Гледалаца: 60.000 |

| · Мађарска | · Југославија |

| Мађарска:    |    |                         |
|              |    |                         |
| ГО           | 1  | Ђула Грошич             |
| ОД           | 2  | Јене Бузански           |
| ОД           | 3  | Михаљ Лантош            |
| ОД           | 4  | Јожеф Божик             |
| ОД           | 5  | Ђула Лорант             |
| СР           | 6  | Јожеф Закаријаш         |
| СР           | 7  | Нандор Хидегкути        |
| СР           | 8  | Шандор Кочиш            |
| НА           | 9  | Петар Палоташ           |
| НА           | 10 | Ференц Пушкаш (капитен) |
| НА           | 11 | Золтан Цибор            |
| Тренер:      |    |                         |
| Густав Шебеш |    |                         |

| Југославија:        |    |                       |
|                     |    |                       |
| ГО                  | 1  | Владимир Беара        |
| ОД                  | 2  | Бранко Станковић      |
| ОД                  | 3  | Томислав Црнковић     |
| ОД                  | 4  | Златко Чајковски      |
| ОД                  | 5  | Ивица Хорват          |
| СР                  | 6  | Вујадин Бошков        |
| СР                  | 7  | Тихомир Огњанов       |
| СР                  | 8  | Рајко Митић (капитен) |
| НА                  | 9  | Бернард Вукас         |
| НА                  | 10 | Стјепан Бобек         |
| НА                  | 11 | Бранко Зебец          |
| Тренер:             |    |                       |
| Милорад Арсенијевић |    |                       |

Чајковски је такође наступао на два светска првенства, 1950 у Бразилу и 1954 у Швајцарској.
Током 1953. године указана му је част да игра за репрезентацију Европе, на утакмици против Уједињеног Краљевства. На тој утакмици су из Југославије су још наступили Беара, Зебец и Вукас, резултат је на крају био нерешен 4:4.

## Тренерска каријера
Тренерску диплому Чајковски је добио у Немачкој спортској академији у Келну у класи професора Хенеса Вајсвајлера.
Свој први велики успех као тренер Чајковски је имао са Келном, када је 1962. године освојио титулу шампиона Немачке.
После овог успеха, Чајковски 1963. године прелази у Бајерн Минхен из Минхена. Бајерн је тада био немачки друголигаш и Чајковски га уводи у Бундеслигу. Са Бајерном два пута осваја немачки куп (1966 и 1967) и једном (1967) Европски куп победника купова, када је у финалу Бајерн победио Шкотски ФК Ренџерс из Глазгова.
Тих година је Чајковски направио основу европског Бајерна а тиме и будуће Немачке репрезентације, у тим Бајерна је увео играче као што су Сеп Мајер, Франц Бекенбауер и Герд Милер.

### Тимови које је тренирао
- 1961–1963 ФК Келн (Шампион немачке 1962)
- 1963–1968 Бајерн Минхен (Освајач немачког купа 1966 и 67, Победник купа победника купова 1967)
- 1968–1969 ФК Хановер 96
- 1970 ФК Кикерс Офенбах (Освајач немачког купа 1970)
- 1970-1971 НК Динамо Загреб
- 1971–1973 ФК Нирнберг
- 1973–1975 ФК Келн
- 1976 ФК Кикерс Офенбах
- 1978–1980 ФК Цирих
- 1980 ФК Гренхен
- 1981 ФК Грацер

## Играчка статистика у ФК Партизан
Статистика Златка Чајковског са Партизановог званичног клупског сајта
| Такмичење       | Број утакмица | Број голова |
| --------------- | ------------- | ----------- |
| Првенствене     | 156           | 19          |
| Интернационалне | 80            | 14          |
| Пријатељске     | 123           | 55          |
| Куп Југославије | 31            | 9           |
| Укупно          | 390           | 97          |